# Kripal Singh Batth
Kripal Singh Batth (* 19. Mai 1992) ist ein indischer Leichtathlet, der sich auf den Diskuswurf spezialisiert hat.

## Sportliche Laufbahn
Erste internationale Erfahrungen sammelte Kripal Singh Batth im Jahr 2009, als er bei den Jugendweltmeisterschaften in Brixen mit einer Weite von 57,51 m mit dem 1,5-kg-Diskus den neunten Platz belegte. Im Jahr darauf gewann er bei den Juniorenasienmeisterschaften in Hanoi mit 53,23 m mit dem U20-Diskus die Bronzemedaille und schied anschließend bei den Juniorenweltmeisterschaften im kanadischen Moncton mit 55,84 m in der Qualifikation aus. 2011 nahm er an der Sommer-Universiade in Shenzhen teil, verpasste dort aber mit 51,82 m den Finaleinzug und 2012 wurde er des Dopings überführt und daraufhin bis 2014 gesperrt.
2016 nahm er erstmals an den Südasienspielen in Guwahati teil und gewann dort mit einer Weite von 55,59 m die Silbermedaille hinter seinem Landsmann Arjun Kumar. Im Jahr darauf erreichte er bei den Asienmeisterschaften in Bhubaneswar mit 53,64 m Rang 13 und 2019 siegte er bei den Südasienspielen in Kathmandu mit einem Wurf auf 57,88 m.
2019 wurde Singh Batth indischer Meister im Diskuswurf.